# Évreux Volley-ball 2017-2018
Questa voce raccoglie le informazioni riguardanti l'Évreux Volley-ball nelle competizioni ufficiali della stagione 2017-2018.

## Organigramma societario
Area direttiva
- Presidente: Alain Buisson

Area tecnica
- Allenatore: Olivier Lardier
- Allenatore in seconda: Flavien Rigal

## Rosa
| N° | Nome                  | Ruolo | Data di nascita   | Nazionalità sportiva |
| -- | --------------------- | ----- | ----------------- | -------------------- |
| 1  | Miroslava Kuciaková   | S     | 31 gennaio 1989   | Slovacchia           |
| 2  | Oriane Amalric        | P     | 11 ottobre 1990   | Francia              |
| 3  | Megan Viggars         | P     | 31 gennaio 1994   | Regno Unito          |
| 4  | Charlotte Schiro      | S     | 26 ottobre 1997   | Francia              |
| 5  | Romane Ruiz           | L     | 5 gennaio 1997    | Francia              |
| 6  | Monika Šalkuté        | S/O   | 5 settembre 1993  | Lituania             |
| 7  | Safiatou Zongo        | S/O   | 14 marzo 1994     | Francia              |
| 8  | Margot Perroud        | C     | 8 dicembre 1989   | Francia              |
| 9  | Aleksandra Szafraniec | C     | 23 settembre 1989 | Polonia              |
| 10 | Nada Mitrović         | S     | 22 ottobre 1994   | Serbia               |
| 11 | Natalia Aispurúa      | C     | 20 dicembre 1991  | Argentina            |
| 13 | Loana Berty           | C     | 4 settembre 1999  | Francia              |
| 15 | Tatjana Burmazović    | L     | 6 febbraio 1984   | Serbia               |
| 18 | Léandra Olinga-Andela | C     | 12 agosto 1997    | Camerun              |